# Баста/Гуф
«Баста/Гуф» — совместный альбом Басты и Gufа, вышедший в ноябре 2010 года. Результатом их совместной работы в этом году стала пластинка фактически без названия, в сером буклете.

## Общая информация
- У песни «Соответственно» существует две версии: альбомная и презентованная на HipHopTV. Они отличается друг от друга битом и длительностью, во второй версии бит мягкий, а по длительности песня 3 минуты 58 секунд, в альбомной версии — жёсткий бит, и длительность увеличена на 11 секунд.
- В песне «ЧП» Баста пародирует слова Шыма из песни «На Порядок Выше» с альбома Касты «Громче воды, Выше Травы». Оригинальное: «Не куришь? Красавец! Какой раз уже бросаешь…», в версии Басты звучит: «Куришь? Не куришь? Красава! Я тоже бросаю».
- Трек «Ходим по краю» имеет две версии. Другая записана с другим минусом и длительностью на 13 секунд короче на альбоме «Баста 3».
- У песни «Заколоченное» существует ремикс, выпущенный в 2014-м году в поддержку тура к фильму «Газгольдер». На него снят клип.

## Список композиций
Слова и музыка всех песен — Баста и Гуф.
| №   | Название               | Длительность |
| --- | ---------------------- | ------------ |
| 1.  | «Другая волна»         | 5:03         |
| 2.  | «Ходим по краю»        | 3:40         |
| 3.  | «Зеркало»              | 5:24         |
| 4.  | «Если бы»              | 5:25         |
| 5.  | «Как есть»             | 5:14         |
| 6.  | «Китай»                | 4:41         |
| 7.  | «Вязки»                | 5:28         |
| 8.  | «Заколоченное»         | 4:09         |
| 9.  | «Соответственно»       | 3:58         |
| 10. | «Самурай»              | 5:11         |
| 11. | «Не всё потеряно пока» | 4:07         |
| 12. | «ЧП»                   | 5:15         |
| 13. | «Только сегодня»       | 5:39         |
| 14. | «Личное дело»          | 3:49         |

Примечания:
- скрэтчи DJ Tactics: № 1, 9, 11;
- скрэтчи DJ Mixoid: № 4, 6;
- скрэтчи DJ Бэка: № 8, 10.

## Видеоклипы
- «Соответственно»[1]
- «Самурай»[2]
- «Другая волна»[3]
- 2014 — «ЧП»[4]
- 2014 — «Заколоченное (OST

#ГазгольдерФильм)» (ремикс)

## Семплы
- 1. Другая волна (scratch DJ Tactics). Для песни Басты и Гуфа «Другая волна» в качестве семпла было выбрано вступление композиции Bee Gees — I Can’t See Nobody. В начале песни «Другая волна» битмейкер поверху семпла наиграл мелодию на фортепиано, что сделало более грустной песню, заставило задуматься о чём-то. Эта партия фортепиано встречается и ещё в некоторых моментах песни. Но основой все же стал семпл из Bee Gees — I Can’t See Nobody.
- 3. Зеркало. Семпл для этой композиции был срезан из David Axelrod — The Smile. Битмейкер понизил тональность, замедлил темп, что придало мрачности «Зеркало».
- 4. Если бы… (scratch DJ Mixoid). Фрагмент, вырезанный для семпла начинается на 41 секунде композиции The Isley Brothers — I Need You So.
- 8. Заколоченное (scratch DJ Бэка). Семплом для песни послужил отрывок из композиции Francois de Roubaix — La Blessure (OST «Le Samouraï»). В самой композиции этот отрывок начинается с 22 секунды. Сам семпл продолжительностью всего в две секунды.
- 9. Соответственно (scratch DJ Tactics). Оригиналом семпла оказалась композиция Blood Sweat & Tears — I Love You More. Мелодию немного подробили, что-то оставили как есть, изменили тональность и темп.
- 10. Самурай (scratch DJ Бэка). Для этой песни семплом стал отрывок из композиции Linda Perhacs — Hey, who really cares?. Сам отрывок, послуживший семплом, начинается с 29 секунды. Его скорость была увеличена, а тональность повышена. К тому же конец сэмлпа был дроблен.
- 12. ЧП. Для песни был выбран семпл из композиции Анны Герман — «Ночной разговор». Семплом послужило вступление. Сама мелодия была несколько изменена битмейкером. Песня Анны Герман имеет грустный, спокойный, «ночной» характер, этот характер и передался для композиции Басты и Гуфа.
- 14. Личное дело. Использовали семпл из композиции The Isley Brothers — I Need You So. Мелодия была кардинально изменена.

Взято с сайта RAP.RU

## Рецензии
В целом же, альбом получился. Порадовали эксперименты, немного разочаровало отсутствие фирменных припевов Басты – тех самых, которыми так славен Вася. <…> Однако, резюмируя, могу сказать, что альбом действительно удался.
— пишет Олег Бондарёв на сайте ProRap.Ru
Он вышел очень таким свойским: словно бы адресованным и не широкой публике, а себе самим, да узкому кругу близких. Строчки про "хуй на хиты", "жизнь на биты" и "как есть, жестко, без лишнего блеска" очень точно выражают его содержание и идеологию.
— пишет Андрей Никитин на Rap.Ru
К сожалению, нужно признать, что два самых лучших рэпера России совместно не способны создать настоящий шедевр на века. Однако в коммерческом успехе пластинки «Баста\Гуф – 2010» сомневаться может разве что Гуру Кен.
— [http://www.musicsapience.com/index.php?option=com_content&task=view&id=143&Itemid=11 (недоступная+ссылка) пишет Антон Плющенко на сайте MusicSapience.Com] (недоступная ссылка)

## Коммерческий успех альбома
Альбом дебютировал на 8 позиции российского чарта продаж. В следующую неделю диск поднялся до 2 места. В третью неделю диск поднялся до первого места в чарте, при этом почти вдвое обогнав по продажам последующий альбом Стаса Михайлова. В четвёртую неделю диск также оставался на первом месте.